# The Responsibility of Intellectuals

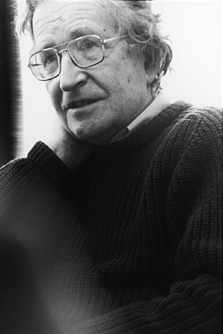
Noam Chomsky, 27 d'abril del 2005

The Responsibility of Intellectuals (en anglés en l'original; La responsabilitat dels intel·lectuals) és un assaig escrit pel lingüista i filòsof estatunidenc Noam Chomsky, que es publicà el 23 de febrer del 1967, com a suplement especial per al New York Review of Books.
L'article va ser escrit durant la Guerra de Vietnam, a mesura que els informes de violacions contra els drets humans havien arribat als Estats Units, i com la guerra s'anava convertint en un atzucac. Chomsky ataca la cultura intel·lectual dels Estats Units, i argumenta que està en gran manera subordinada al poder. És particularment crític cap als científics socials i tecnòcrates, que, al seu parer, donaven una justificació pseudocientífica als crims d'estat perpetrats en la Guerra de Vietnam. Assenyala que els que es van oposar a la guerra per raons morals en lloc de raons tècniques són "sovint psicòlegs, matemàtics, químics, o filòsofs, (...) en comptes de persones amb contactes de Washington, que, per descomptat, s'adona que "si haguessen tingut una nova i bona idea sobre Vietnam, tindrien un ràpida i respectuosa audiència" a Washington".

El tema, inspirat pels articles de Dwight Macdonald editats després de la Segona Guerra Mundial, que "fa la pregunta: En quina mesura els alemanys i japonesos van ser responsables de les atrocitats comeses pels seus governs? I, amb tota propietat (...) ens retorna la pregunta: Fins a quin punt els britànics i estatunidencs no són responsables dels atroços bombardeigs terroristes cap a civils?, perfeccionats com una tècnica de combat per les democràcies occidentals, i arribant a la massacre d'Hiroshima i Nagasaki, segurament els crims més indescriptibles de la història". L'article dugué Chomsky a l'atenció pública, com un dels principals intel·lectuals nord-americans del moviment de protestes contra la Guerra de Vietnam.
| «                                                     | Permeten-me en acabant tornar a Dwight Macdonald i la responsabilitat dels intel·lectuals. Macdonald cita una entrevista amb un pagador dels camps de la mort, que es posà a plorar quan els russos li digueren que el penjarien. "Per quina raó? Què he fet?" preguntà. Macdonald conclogué: "Sols els que estan disposats a resistir-se a l'autoritat pel seu compte, quan aquests s'enfronten també amb els codis morals personals, només ells tenen dret de condemnar el pagador dels camps de la mort." La pregunta "Què he fet?" ens la podríem fer, mentre llegim cada dia noves atrocitats a Vietnam, mentre creguem, parlem o tolerem las decepcions que estem usant per a justificar la propera defensa de la llibertat. | » |
| — Chomsky, "The Responsibility of Intellectuals" 1967 | |   |